# Ołeh Zozula
Ołeh Ołeksandrowycz Zozula, ukr. Олег Олександрович Зозуля (ur. 5 maja 1965 w Kijowie) – ukraiński futsalista, grający na pozycji bramkarza, wielokrotny reprezentant Ukrainy, Mistrz Sportu Klasy Międzynarodowej, trener piłkarski.

## Kariera klubowa
W 1993 rozpoczął karierę zawodową w klubie Nadija Zaporoże. W 1994 przeszedł do MFK Donbas Donieck. Od 1995 do 2007 z przerwami bronił barw DSS Zaporoże. Był również zawodnikiem m.in. MFK Łokomotyw Odessa, MFK Zarea Bielce, Enerhija Lwów i Budiweł-WW Dniepropetrowsk. Dwa razy zdobył Mistrzostwo Ukrainy i raz Puchar Ukrainy. W sezonie 1996/1997 został wybrany najlepszym bramkarzem na Ukrainie.

## Kariera reprezentacyjna
Z reprezentacją Ukrainy zdobył czwarte miejsce na Mistrzostwach Świata 1996 i piąte miejsce na Mistrzostwach Europy 1996.

## Kariera trenerska
Od 2009 do 2014 trenował polskie kluby: Marwit Toruń i Red Devils Chojnice. Największe sukcesy w trenerskiej karierze Ukraińca to awans do ekstraklasy z Marwitem i wicemistrzostwo Polski z Red Devils.